# Natural Selection (manuscrito)
Natural Selection é um manuscrito escrito por Charles Darwin, no qual ele primeiramente apresentou sua teoria da seleção natural e seu papel na evolução biológica. O naturalista não publicou o trabalho enquanto estava vivo, tendo apenas escrito um resumo, intitulado Da Origem das Espécies por Meio da Seleção Natural, ou a Preservação de Raças Favorecidas na Luta pela Vida, que ele publicou em 1859.
Darwin considerou a Natural Selection como sua obra principal, enquanto On the Origin of Species como uma escrita para um público mais amplo. Ele sempre pretendeu terminar tal manuscrito, mas por conta da saúde frágil, da publicidade e do trabalho envolvido na publicação de seis edições de Na Origem das Espécies, além de outras pesquisas e artigos, ele nunca chegou a terminá-lo. 
Natural Selection foi transcrito após a morte de Darwin, e publicado pela primeira vez em 1975. 